# Vlasivka
Vlasivka (en ucraniano: Власівка; en ruso: Власовка) es un asentamiento ucraniano ubicado en el Raión de Oleksandría en el Óblast de Kirovogrado. Se encuentra en la margen izquierda del Dniéper junto a la central hidroeléctrica de Kremenchuk y cerca de la ciudad de Kremenchuk. Esta es la única localidad en Óblast de Kirovogrado en la margen izquierda del Río Dniéper.

## Historia
Hasta el 18 de julio de 2020, Vlasivka pertenecía al municipio de Svitlovodsk. El municipio fue abolido como unidad administrativa en julio de 2020 como parte de la reforma administrativa de Ucrania, que redujo el número de raiones del Óblast de Kirovogrado a cuatro. El área del municipio de Svitlovodsk se fusionó con el Raión de Oleksandría.